# Erimerus
Erimerus is een geslacht van vliesvleugeligen uit de familie Torymidae. De wetenschappelijke naam van dit geslacht is voor het eerst geldig gepubliceerd in 1914 door Crawford.

## Soorten
Het geslacht Erimerus is monotypisch en omvat slechts de volgende soort:
- Erimerus wickhami (Ashmead, 1904)